# Aloeides suetonius
Aloeides suetonius är en fjärilsart som beskrevs av Fabricius 1793. Aloeides suetonius ingår i släktet Aloeides och familjen juvelvingar. Inga underarter finns listade i Catalogue of Life.